# 戴蒙德克里克鎮區 (堪薩斯州蔡斯縣)
戴蒙德克里克鎮區（英語：Diamond Creek Township）為美國堪薩斯州蔡斯縣轄下的鎮區。2010年美国人口普查中該鎮區人口有241人。

## 地理
戴蒙德克里克鎮區涵蓋總面積為374.06平方（144.43平方英里）。

### 行政區劃
- 城市：埃爾姆代爾
- 非建制地區：海默
- 鬼鎮：埃爾克（東半部）

### 墓園
根據美國地質調查局的資料，此鎮區擁有4座墓園：
- Boenitz墓園
- 戴蒙德克里克墓園（Diamond Creek Cemetery）
- 埃爾克墓園（Elk Cemetery）
- 埃爾姆代爾墓園（Elmdale Cemetery）

### 溪流
通過此鎮區的溪流有：
| - 科利特溪（Collett Creek） - 戴蒙德溪（Diamond Creek） - 甘嫩溪（Gannon Creek） - 中溪（Middle Creek） - 馬爾文溪（Mulvane Creek） | - 皮克特溪（Pickett Creek） - 謝弗溪（Schaffer Creek） - 斯霍爾溪（School Creek） - Stribby溪 - 懷爾德卡特溪（Wildcat Creek） |

## 人口統計
根據2010年美國人口普查，戴蒙德克里克鎮區人口有241人，住房118戶，人口密度為0.64人/每平方公里。此鎮區居民之種族中，白人佔95.44%，非裔美國人佔0%，美洲原住民佔0%，亞裔美國人佔1.66%，太平洋島裔美國人佔0%，其他種族佔0.41%，混血種族則佔2.49%。而西班牙裔或拉丁裔美國人佔此鎮區人口的2.07%。

## 外部連結
- 蔡斯縣官方網站 （页面存档备份，存于）
- City-Data.com （页面存档备份，存于）
- 蔡斯縣地圖：當前 （页面存档备份，存于），歷史 （页面存档备份，存于），堪薩斯州運輸部